# Heldenplein (Tbilisi)
Het Heldenplein (Georgisch: გმირთა მოედანი, Gmirta Moëdani) is een verkeersplein en monument in Tbilisi ter nagedachtenis van oorlogs- en verzetshelden van Georgië. Het plein ligt aan de noordkant van het centrum van Tbilisi en is een van de belangrijkste verkeersknooppunten rond de binnenstad.
In het midden van het plein staat een 51 meter hoog obelisk-achtig monument waarop circa 4.000 namen staan ingegraveerd van Georgiërs omgekomen tijdens de Sovjet-invasie van 1921, de anti-Sovjet Augustusopstand van 1924, de oorlog Abchazië in 1992-1993 en de Russisch-Georgische Oorlog van 2008.

## Naamgeving
Het plein kreeg in 1934 de naam Tsjeljoeskinplein ter ere van de eerste helden van de Sovjet-Unie, de piloten die in dat jaar de bemanning van het schip Tsjeljoeskin redden. Na de Grote Vaderlandse Oorlog (WO2) werd de naam veralgemeniseerd naar Heldenplein, ter ere van ook de oorlogshelden. In het onafhankelijke Georgië refereert de naam aan de duizenden omgekomen Georgische helden in de strijd tegen Sovjet- en Russische agressie.

## Ligging
Het plein ligt ten noorden van het centrum van Tbilisi aan de beek de Vere, die vanuit het westen van de stad naar de Mtkvari stroomt en 500 meter van het plein daarin uitmondt. In dit laatste stuk van de riviervallei lagen ooit de Vere-tuinen, een plek die bekend stond om het nachtleven met tavernas. Dit gebied was in de 19e eeuw de rand van de stad, waar de Georgische Militaire Weg naar Rusland begon.

## Geschiedenis

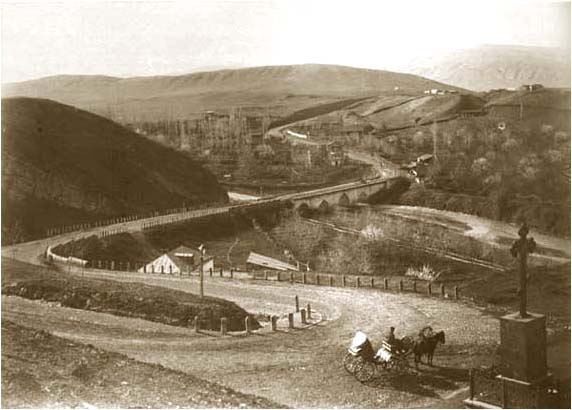
De Vere-rivier rond 1900 vanaf de plek van het Heldenplein.

Het ontstaan van het Heldenplein gaat terug naar de jaren twintig van de 20e eeuw, het begin van de sovjetisering van Georgië. Vanaf 1922 begon de grote stadsuitbreiding in het noordwesten van Tbilisi, aan de rechteroever van de Mtkvari. De stedelijke uitbreiding was eerst in de richting van Vake en enkele jaren later in de richting van het iets noordelijker gelegen Saboertalo. Deze twee wijken lagen in twee oost-west georiënteerde valleien, dwars op de Mtkvari.
In de jaren dertig van de 20e eeuw kreeg het plein zijn contouren in het stratenplan en werden de hoofdstraten in het gebied ontwikkeld. Er kwam ook een nieuwe brug over de Mtkvari. In 1939 werd aan het plein een woontoren met elf verdiepingen gebouwd en een jaar later kwam er tegenover een circusgebouw. De belangrijke wegen van de linker- en rechteroever van de Mtkvari kwamen nu samen op het Heldenplein. In 1927 vestigde zich de dierentuin van Tbilisi in de Vere-vallei aan de oostkant van het plein.

### Eerste uitbreiding

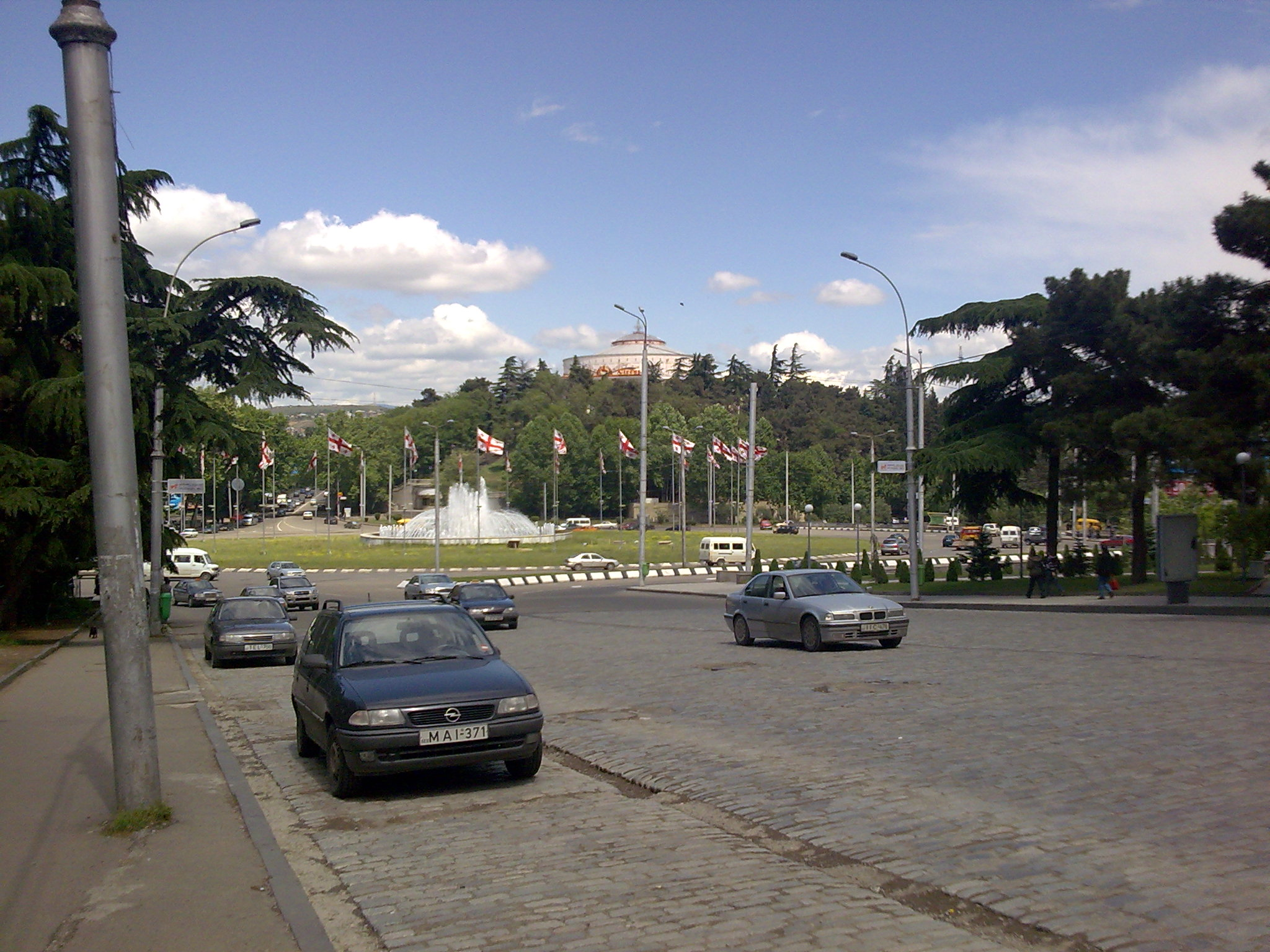
Heldenplein in oude configuratie (2008).

Door de toenemende motorisering in de jaren zeventig van de 20e eeuw moest de verkeersinfrastructuur herzien worden, waaronder het Heldenplein. Een werkplan tot reconstructie werd in 1974 goedgekeurd en er werd een prijsvraag voor het herontwerp van het plein uitgeschreven. De eerste fase werd in 1978 opgeleverd en bestond uit het vergroten van de capaciteit van 12.000 naar 30.000 voertuigen per uur op een 2,5 keer zo groot oppervlak.
Er kwam een ondertunneling van 150 meter lang en 30 meter breed voor het noord-zuid verkeer, die tot 10.000 auto's per uur aankon. Daarnaast kwamen verschillende ondergrondse voetgangerspassages. De uitbreiding van het plein betekende dat de grote verkeersproblemen opgelost werden, maar de functie van het plein als belangrijke openbare ruimte voor de stad verminderde erdoor.

### Tweede uitbreiding

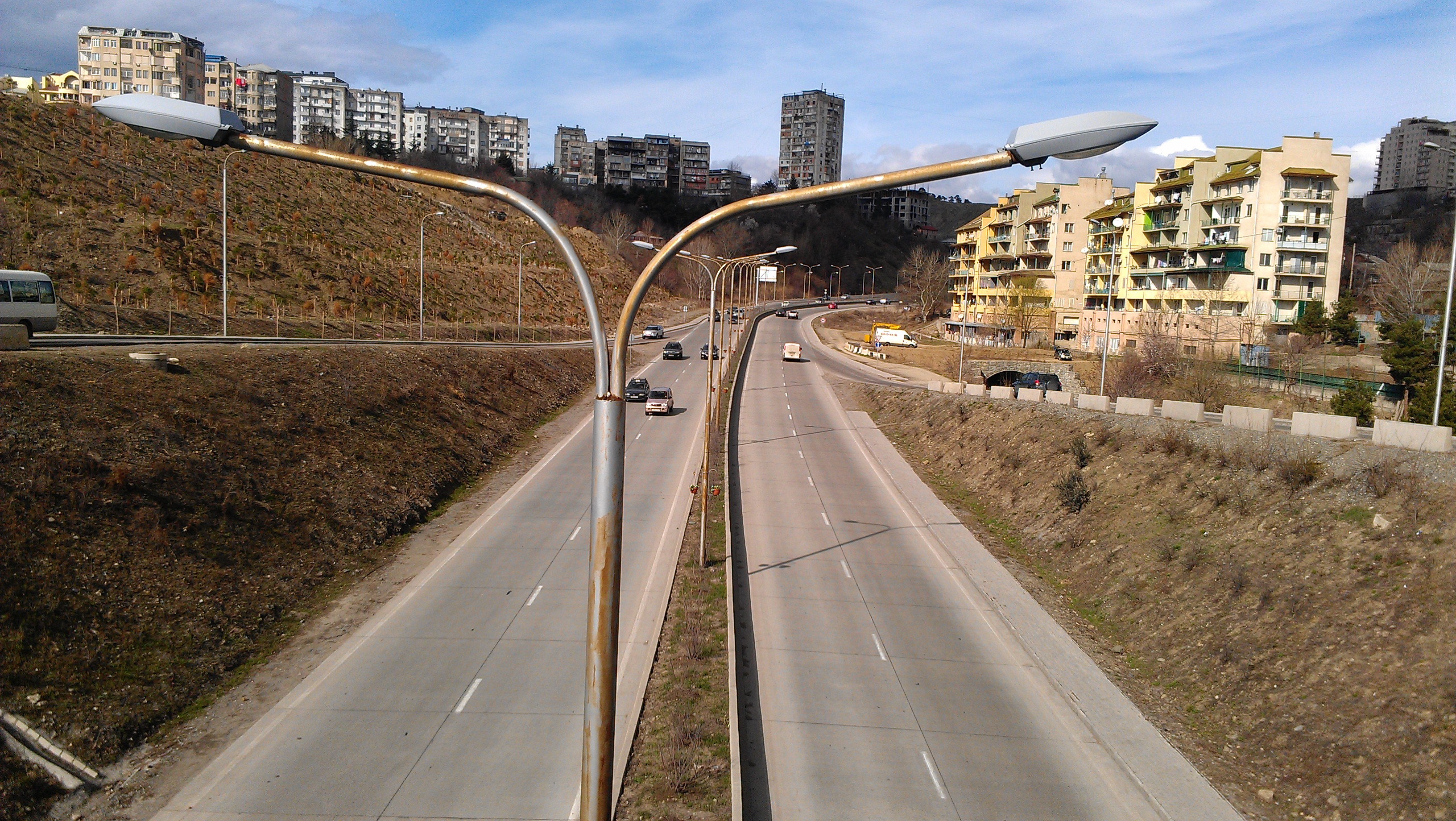
De controversiële Tsjaboea Amiredzjibi-snelweg naar het plein.

In het eerste decennium van de 21e eeuw namen de verkeersproblemen opnieuw toe en werden wijzigingen aangebracht in het verkeersregelschema, waaronder het instellen van eenrichtingsverkeer in 2006 in verschillende zijstraten. Het stadsbestuur drukte ondanks kritiek hierover haar ideeën door. De nieuwe routering zorgde ervoor dat kwetsbare delen van Tbilisi overbelast raakten.
Op initiatief van het stadsbestuur van Tbilisi werd in 2009-2011 een nieuwe vrijliggende stroomweg aangelegd in de Vere-vallei, de Tsjaboea Amiredzjibi-snelweg langs de wijken Vake en Saboertalo naar het Heldenplein. Deze nieuwe zesde aansluiting op het plein maakte de verkeersstromen nog ingewikkelder dan ze al waren. Er kwamen viaducten over het plein om de verschillende hoofdstromen rechtstreeks te kunnen bedienen.

### Monumenten
Op initiatief van gemeenteraadsvoorzitter Micheil Saakasjvili werd in 2003 een gedenkteken opgericht voor de Georgiërs die waren gevallen bij gevechten in Abchazië (1992-1993) en Zuid-Ossetië (1991-1992) in de strijd voor de territoriale integriteit van Georgië. Het monument bestaat uit drie witmarmeren muren waarin de namen van de slachtoffers in goud zijn gegraveerd en heeft een totale lengte van 25 meter en een hoogte van drie meter. Ervoor brandt een eeuwige vlam. Op 27 september 2003, tien jaar na de val van Soechoemi, werd het monument geopend. Vijf maanden later werd een erewacht geïnstalleerd bij het gedenkteken. Deze wisselt ieder anderhalf uur.
Tot 2009 had het Heldenplein in het midden een fontein, maar in dat jaar werd begonnen met de bouw van een nieuw monument op de plaats van de fontein. Op 26 mei 2010, de onafhankelijkheidsdag, werd dit door president Saakasjvili feestelijk onthuld. De obelisk-achtige kolom is gemaakt van een stalen frame met marmeren en glazen plaatjes. De glazen plaatjes hebben de namen van circa 4.000 omgekomen Georgische helden ingegraveerd. Het was op dat moment het grootste monument in Tbilisi.

## Vloed van 2015
De ligging van het Heldenplein in de Vere-vallei en de uitbreiding ervan na 2009 met de nieuwe snelweg door de vallei was reden tot controverses, met name na de overstroming in Tbilisi van 2015. Het plein was een blokkade voor de modderstroom die door de Vere-rivier naar beneden kwam, met extra schade stroomopwaarts door de stuwing.

## Afbeeldingen

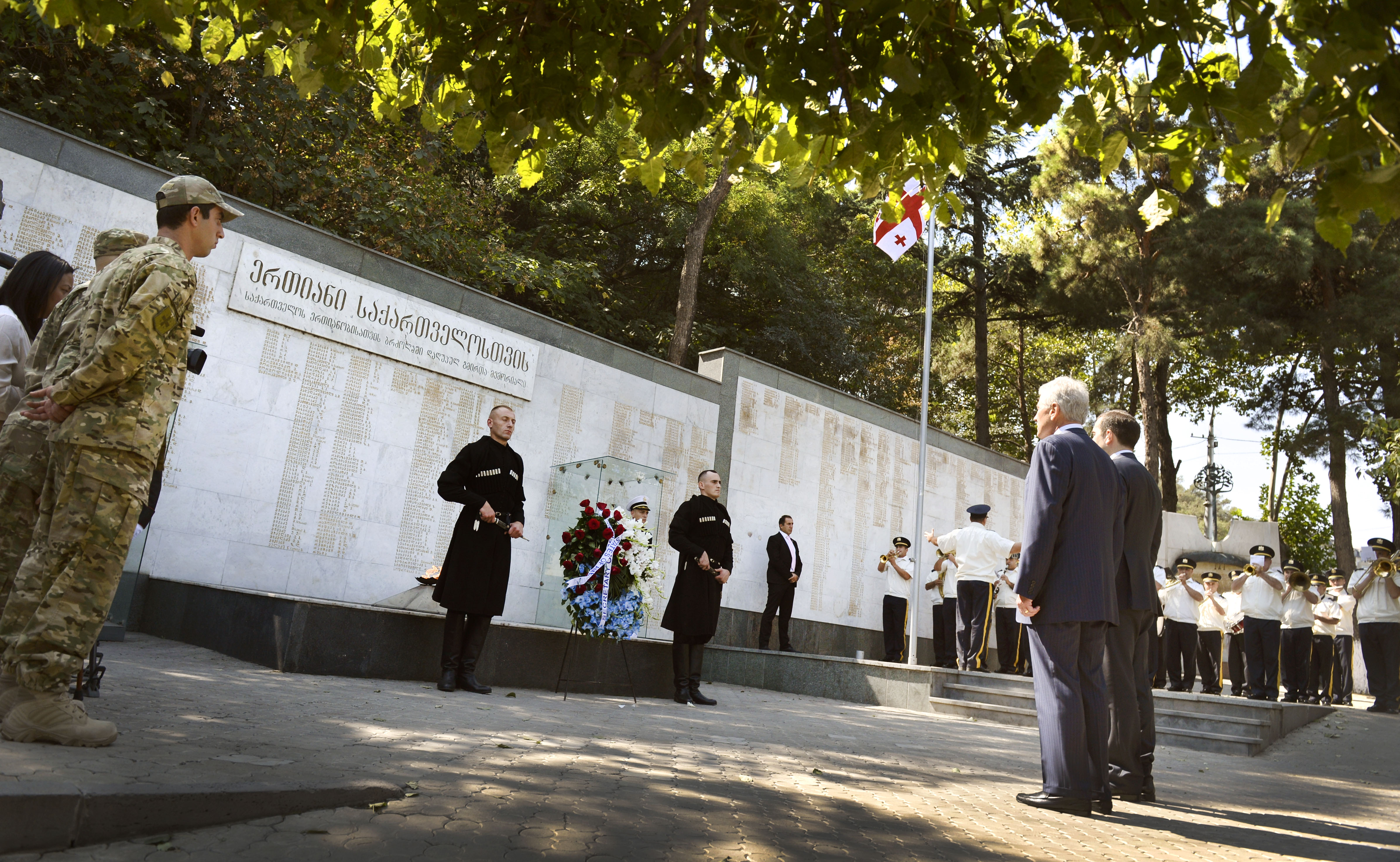
Monument ter nagedachtenis aan de oorlog in Abchazië van 1992-1993.
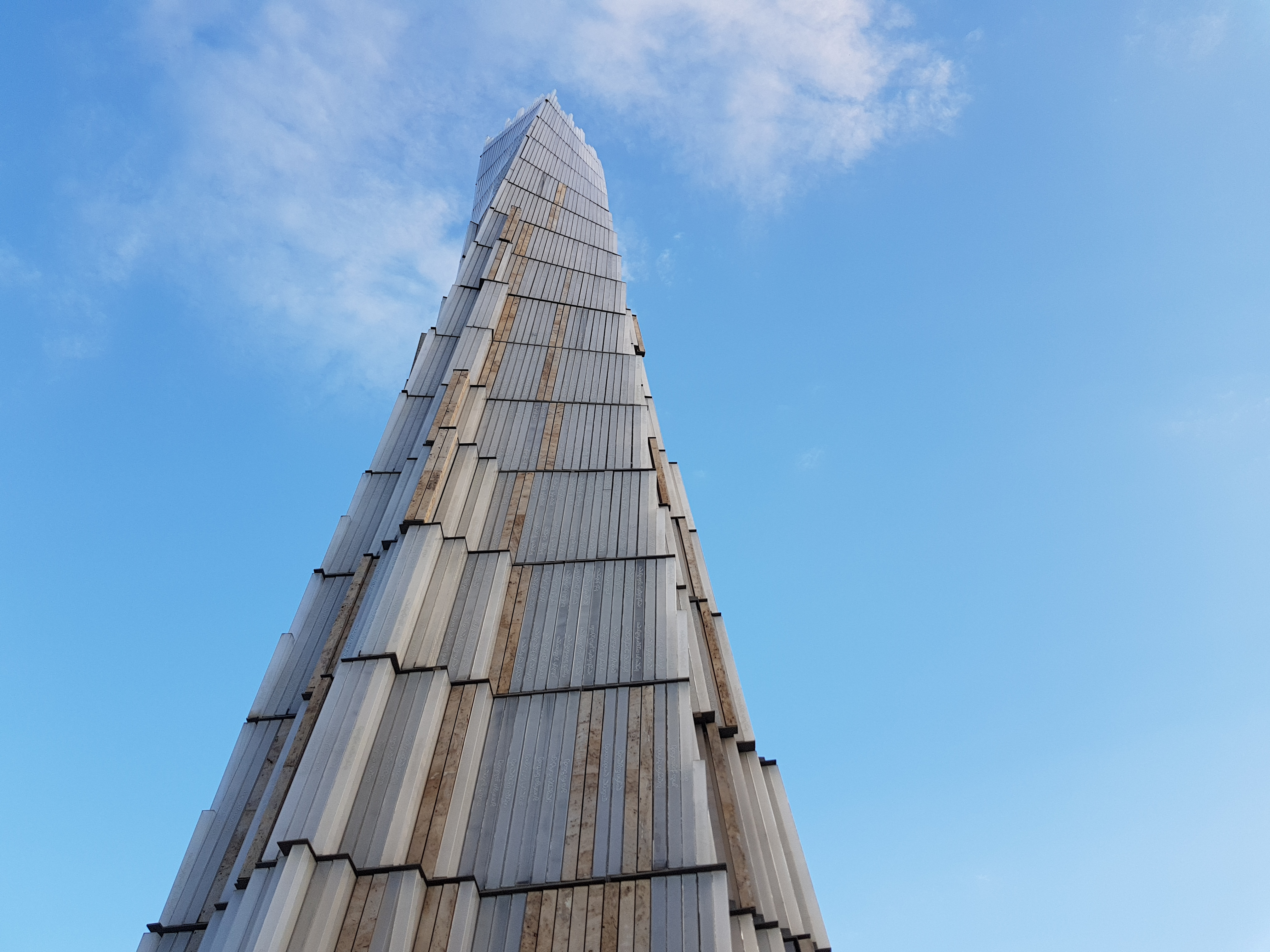
De duizenden naamplaten op het heldenmonument.
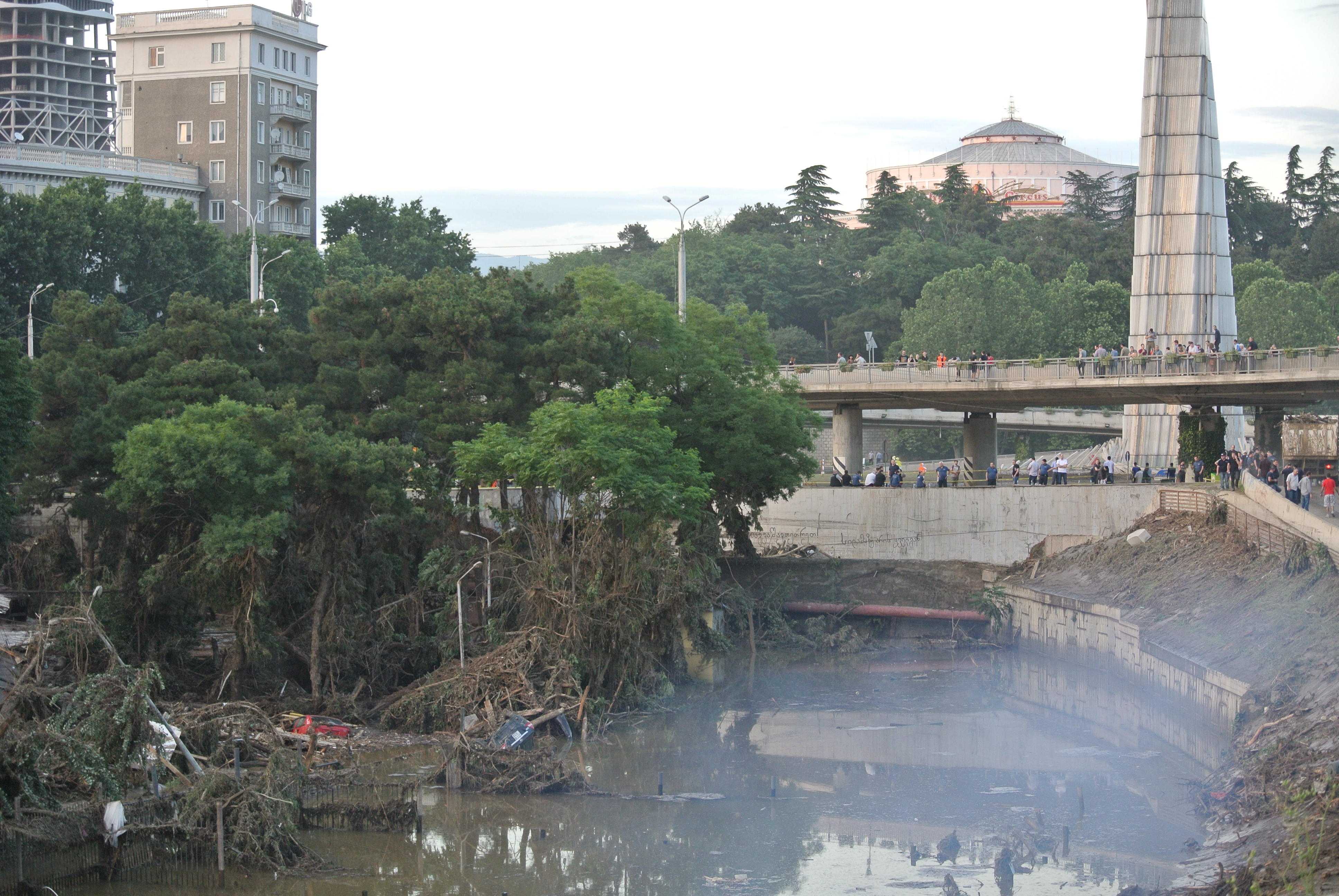
Het Heldenplein na de overstroming in 2015.
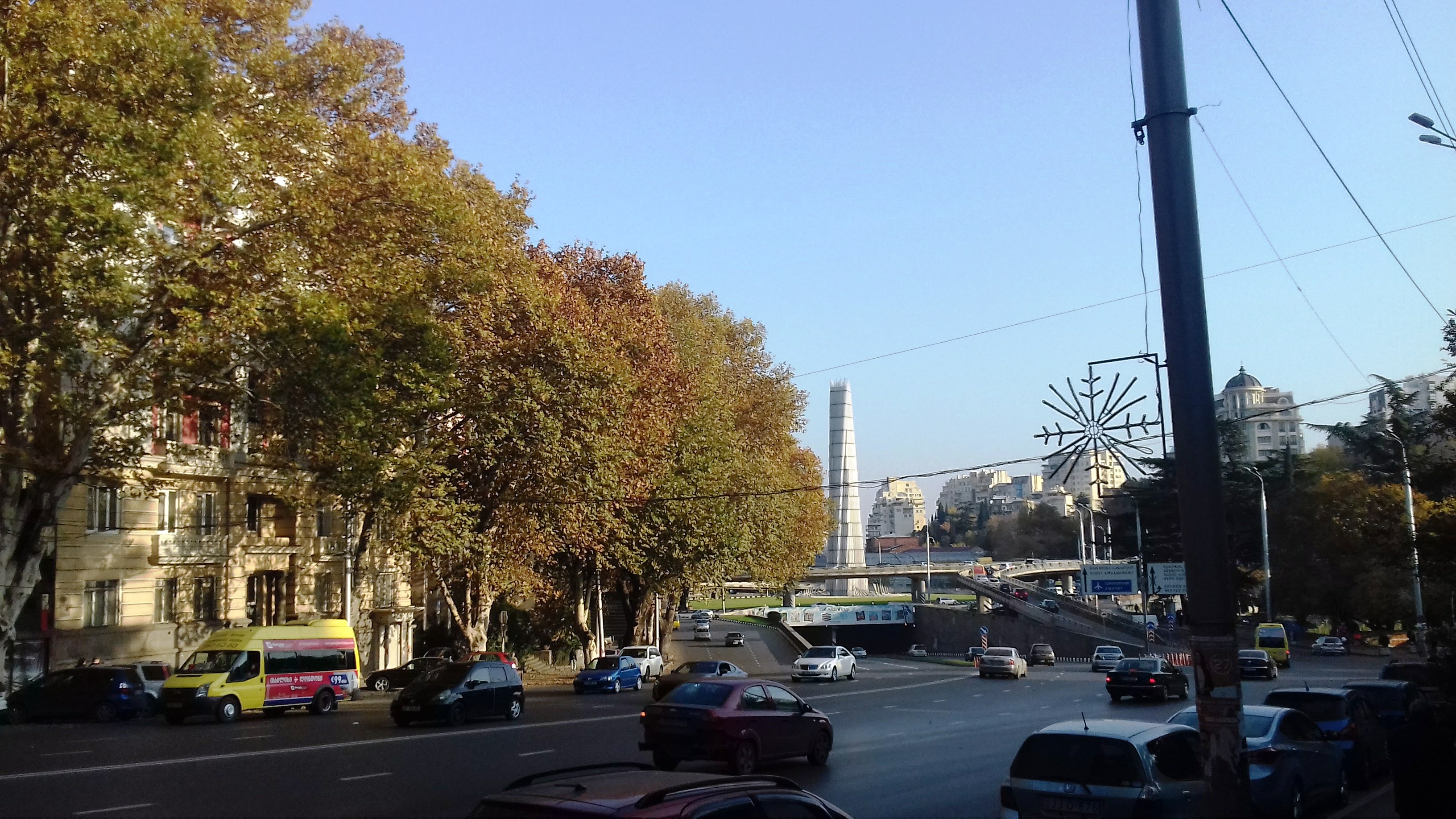
Heldenplein gezien vanaf de Merab Kostavastraat.